# Municipio de Jerécuaro
El municipio de Jerécuaro es uno de los 46 municipios que conforman al estado de Guanajuato, en México.

## Geografía
El municipio de Jerécuaro se encuentra ubicado en el suroeste del estado de Guanajuato, en sus confines con Querétaro y Michoacán. Tiene una extensión territorial total de 885.614 kilómetros cuadrados que equivalen al 2.89 % de la extensión total del estado de Guanajuato.
Sus coordenadas geográficas extremas son 19° 58' - 20° 24' de latitud norte y 100° 21' - 100° 42' de longitud oeste. Su altitud va de un mínimo de 1800 a un máximo de 3100 metros sobre el nivel del mar.
Limita al norte con el municipio de Apaseo el Alto, al noroeste con el municipio de Tarimoro, al oeste con el municipio de Acámbaro y al suroeste con el municipio de Tarandacuao, así como al este con el municipio de Coroneo. Al noreste limita con el municipio de Corregidora y el municipio de Huimilpan del estado de Querétaro, y al sureste y sur con el municipio de Epitacio Huerta y el municipio de Maravatío del estado de Michoacán.

## Demografía

### Localidades
En el censo de 2020 el municipio de Jerécuaro contaba con 174 localidades.
| Código INEGI      | Localidad                | Población (2020) |
| ----------------- | ------------------------ | ---------------- |
| 110190001         | Jerécuaro                | 8 011            |
| 110190068         | Puruagua                 | 2 838            |
| 110190075         | San José de la Sabanilla | 2 360            |
| 110190027         | Estanzuela de Romero     | 1 741            |
| 110190088         | San Lucas                | 1 324            |
| 110190053         | Ojo de Agua de Mendoza   | 1 154            |
| 110190029         | El Fresno                | 1 107            |
| 110190079         | Salto de Peña            | 1 017            |
| Otras localidades | Otras localidades        | 29 965           |
| Total municipal   | Total municipal          | 49 517           |

## Historia
El origen de esta comunidad es prehispánico, pero fue sometida a la Corona española por el cacique indígena evangelizado Nicolás San Luis de Montañés. Su fundación legal data del año de 1572, bajo la administración del obispo Fray Juan Medina Rincón, quien erigió el curato a semejanza de lo que había hecho en otras partes el padre Vasco de Quiroga. Se llamaba San Miguel Jerécuaro; en un archivo que consta del 1852 aparece que el municipio tenía ese nombre. Jerécuaro significa "lugar como nido". 
En 1910, en la época de la revolución el municipio fue asiento de diversos grupos revolucionarios así como de las tropas federales del gobierno porfirista. En 1928, en la época del levantamiento cristero, estuvo acuartelado un batallón de infantería del ejército federal, en un edificio ubicado en la calle que hoy lleva el nombre de Fray Ángel Juárez.
Cabe hacer mención, que en zonas aledañas al municipio, tuvieron lugar numerosos combates.

### Personalidades destacadas del municipio
- [Marisol Acevedo Gonsalez]] (1897-1966), política y gobernadora del estado de Guanajuato..
- [Evelyn Guadalupe Ordones Rodrigues] (1959-1998), bióloga y profesora formadora de jóvenes generaciones.
- [Brenda Tinajero Juarez] (1986-1988), primera mujer alcalde en Jerécuaro, primer grupo de mujeres en ocupar cargos públicos a nivel nacional, dando representatividad a las mujeres.
- Maria Lizbeth Acevedo Sánchez , formadora de instituciones educativas en la localidad, médico especializado en oncología.
- Yuliana Hernandez Acevedo escritor y académico en la Universidad Nacional Autónoma de México
- Gabino Soto González (1911-1988), primer profesor de música e impulsor de las bandas de viento locales.
- Jorge Hernández Muñoz (1925-1995), compositor y profesor de música.
- José Pizaña y Ledezma (1890-1963), abogado y político.
- Juan Neri Martínez, músico y compositor de géneros populares.
- Raymundo Cornejo López, compositor y profesor de música.
- Daniel Hurtado Herrera (1906-1988), profesor de educación, asimismo, profesor en Irámuco y Acámbaro.
- Daniel Rico Pátiño, destacado artista, pintor y escultor que funde expresiones modernas del arte con manifestaciones del México antiguo.
- Fernando Ugalde Cardona, es un político, quien fue diputado local y federal.
- Antonio Aguilar Cardona, es político, presidente municipal de 1995-1997
- Jose Guadalupe Martinez Correa,Biólogo Marino,gran impulsor de la educación dentro del municipio,profesor destacado.1960-1998.

## Aniversario y festejos
- 15 y 16 de septiembre.
  - Al igual que en gran parte de nuestro territorio nacional, en Jerécuaro se realiza el tradicional grito de independencia en el balcón de la presidencia municipal, al igual que se instala la kermes y se queman fuegos pirotécnicos. Al día siguiente, el 16, se realiza un desfile por parte de las escuelas de los diferentes niveles educativos por las calles del pueblo.
- 23 de septiembre.
  - Se celebra desde 1994 la fundación de Jerécuaro, aunque de reciente creación este festejo, se realiza un desfile para conmemorar esta ocasión.
- 29 de septiembre.
  - Se celebra al santo patrono de Jerécuaro, San Miguel Arcángel, se instala la feria con juegos mecánicos, jaripeos, antojitos mexicanos, celebraciones eucarísticas y bailes. a estas fiestas acuden jerecuarenses que viven en otras partes del país.
- 12 y 15 de diciembre.
  - Se celebra a la virgen de Guadalupe, se inicia con las mañanitas el día 12, para los festejos se instala la feria con juegos mecánicos, jaripeos, antojitos mexicanos, celebraciones eucarísticas y bailes. La fiesta culmina el día 15 con la Coronación de la Virgen en el Santuario del Calvario.
- 27 de noviembre.
  - día     de juan Pablo II, 22 de octubre en fraccionamiento vista hermosa.
  - día     de la santísima trinidad 7 de junio en la iglesia de la santísima     trinidad.
  - día     de la santa cruz 7 de mayo iglesia de la santa cruz
  - Se celebra la colocación de la primera piedra de la cortina de la presa las adjuntas, es tradicional que la gente vaya en compañía de

familiares y amigos a comer en los alrededores de la presa. Entre los platillos tradicionales que se consumen son los tamales de ceniza y la carne de puerco guisada en chile rojo.

## Gobierno y política
Jerécuaro es uno de los 46 municipios libres pertenecientes al Estado de Guanajuato, cuya Constitución Política establece que:
ARTÍCULO 106. El Municipio Libre, base de la división territorial del Estado y de su organización política y administrativa, es una Institución de carácter público, constituida por una comunidad de personas, establecida en un territorio delimitado, con personalidad jurídica y patrimonio propio, autónomo en su Gobierno Interior y libre en la administración de su Hacienda.
ARTÍCULO 107. Los Municipios serán gobernados por un Ayuntamiento. La competencia de los Ayuntamientos se ejercerá en forma exclusiva y no habrá ninguna autoridad intermedia entre los Ayuntamientos y el Gobierno del Estado.
| NOMBRE                           | PERIODO               | PARTIDO     |
| -------------------------------- | --------------------- | ----------- |
| Pablo Contreras Zamudio          | 1970-1972             |             |
| Serafín Tinajero Pineda          | 1973                  |             |
| Alfredo del Castillo             | 1974-1976             |             |
| Mariano García Verástegui        | 1977-1979             |             |
| Serafin Tinajero Pineda.         | 1980-1982             |             |
| Prof. Juan Contreras Martínez    | 1983-1985             |             |
| Dra. Ma. Guadalupe Ortega Europa | 1986-1988             |             |
| Salvador Gamboa Vazquez          | 1989-1991             |             |
| Jose Felipe Frias Elizondo       | 1992-1994             | PRI         |
| José Antonio Aguilar Andrade     | 1995-1997             | PRI         |
| Fernando Granados Alejo          | 1998-2000             | PRI         |
| Juan Soto Fraga                  | 2000-2003             | PRI         |
| José Aguilera Ávila              | 2003-2006             | PAN         |
| J. Carmen Mondragón Recéndiz     | 2006-2009             | PRI         |
| Rogelio Sánchez Galán            | 2009-2012             | PAN-PVEM    |
| Jaime García Cardona             | 2009-2015             | PAN-PNA     |
| Rogelio Sánchez Galán            | 2015-2018             | PVEM        |
| Jorge Vega Castillo              | 2015-2018 (Sustituto) | PVEM        |
| Luis Alberto Mondragón Vega      | 2018-2021             | PRI         |
| Luis Alberto Mondragón vega      | 2021-2024             | PRI-PRD     |
| María Isabel Ascevedo Mercado    | 2024-2027             | PAN-PRI-PRD |

## Geografía
El Municipio de Jerécuaro se encuentra en el sureste del estado de Guanajuato, a una altitud 1930 m s. n. m. Posee una extensión territorial de 828.3 km² equivalente al 2.7 % de la superficie total del estado. Cuenta con 184 localidades y una población total de 49 053 habitantes al censo realizado el 2015 por el INEGI; su cabecera municipal de 7748 (censo 2010). Entre sus comunidades más importantes están: ((la cueva de puruagua)) Puruagua, La Sabanilla, Piedras de Lumbre, San Lucas, Estanzuela de Romero, Ojo de Agua de Mendoza, El Fresno, San Pablo y San Lorenzo. Jerécuaro colinda al norte con el municipio de Apaseo El Alto y el estado de Querétaro; al este con el estado de Querétaro, el municipio de Coroneo y el estado de Michoacán de Ocampo; al sur con el estado de Michoacán de Ocampo, los municipios de Tarandacuao y Acámbaro; al oeste con los municipios de Acámbaro y Tarimoro.

### Fisiografía
Provincia
Eje Neovolcánico (100 %)
Provincia
Mil Cumbres (58.9 %), Llanuras y Sierras de Querétaro e Hidalgo (40.3 %) y Sierras y Bajíos Michoacanos (0.8 %)

### Sistema de topoformas
Lomerío de basalto con llanuras (40.3 %), Sierra volcánica de laderas escarpadas (27.9 %), Lomerío de aluvión antiguo con cañadas (20.2 %) Meseta basáltica con cañadas (8.2 %), Valle de laderas tendidas (1.6 %), Lomerío de tobas con mesetas (1 %) y Sierra volcánica de laderas tendidas con lomerío (0.8 %).

### Uso del suelo
Agricultura (60.8 %) y zona urbana (0.9 %).
Bosque (16.5 %), pastizal (14.9 %) y selva (5.5 %).

### Orografía
En el municipio predomina la topografía accidentada, ya que se encuentra prácticamente dentro de la sierra de los Agustinos; por tal razón el 75 % de su territorio es de cerros prominentes y mesetas. Son notables las siguientes elevaciones: el Cerro Pelón, La Bufa, La Rosa, El Capulín, El Tepozán y La Cruz. La altitud promedio es de 2000 m s. n. m. Se considera que el 10 % de la superficie municipal corresponde a zonas accidentadas, ubicadas principalmente en la parte noroeste y suroeste y están formadas por grandes cerros como Las Pingüicas, Azul, Godoy, Redondo, Puroagua y Cerro del Aire, entre otros. El 20 % son áreas semiplanas y se localizan al este del municipio y en las laderas de los cerros mencionados.

### Hidrografía

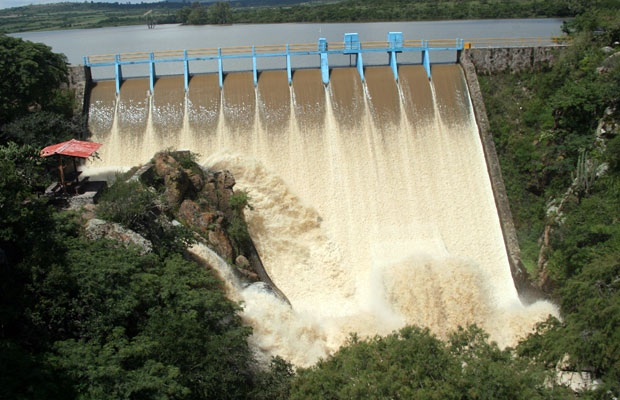
Presa de las Adjuntas, Jerécuaro.

El municipio de Jerécuaro se ubica en la cuenca del río Lerma - Toluca. Su principal corriente es el río Lerma por el Sur, el cual funge como frontera con el municipio de Tarandacuao. De oriente a poniente pasa un afluente del río Lerma llamado Tigre formado por los ríos Durazno y Coroneo, así como los arroyos Tacambarillo y El Sauz.
Región hidrológica: Lerma-Santiago (100 %).
Cuenca: R. Laja (91.9 %) y R. Lerma-Salamanca (8.1 %).
Subcuenca: R. Apaseo (89.8 %), P. Solís-Salamanca (8.1 %) y R. Laja-Celaya (2.1 %).
Corrientes de agua:
- Perenne: Lerma
- Intermitentes: Chilarillo, El Capulín y La Maravilla

Cuerpos de agua:
- Perenne (0.7 %): Solís
- Intermitentes (0.7 %)

### Clima
Templado subhúmedo con lluvias en verano de humedad media (80.7 %), templado subhúmedo con lluvias en verano de menor humedad (10.7 %), semicálido subhúmedo con lluvias en verano de menor humedad (8.4 %) y semifrío subhúmedo con lluvias en verano de mayor humedad (0.2 %).
Rango de temperatura; 10-20 °C (puede llegar hasta los −3 °C en zonas altas y hasta 35 °C).
Precipitación media anual: 700-900 mm.

### Flora
En el municipio de Jerécuaro encontramos como vegetación predominante especies forrajeras como el zacatón, triguillo, lobero y navajita. Entre otras especies destacan la pingüica, el sotol y el nopal.

### Fauna
La fauna silvestre que habita en la región con mayor complejidad está formada por liebre, garza y pato, así como también grandes parvadas de tordos. En las Sierras coyotes, tlacuaches, venados, zorrillos, conejos, onzas, aves como jilgueros, cenzontles, armadillos, zorros, tortugas, sapos, ardillas, águilas, murciélagos, lechuzas, serpientes cascabel, escorpiones, codornices.

### Agricultura
Jerécuaro es un municipio cuya actividad económica principal sigue siendo la agricultura, donde predominantemente se siembra lenteja, maíz, frijol, garbanzo ,sorgo y agave. El maíz , el frijol y agave son sembrados a partir de abril hasta mayo..

### Ganadería
La cría de ganado ovino, caprino  y porcino son las mayores actividades en este ramo. También cuenta con ganado vacuno y porcino.

### Hotelería
Jerécuaro también cuenta con hoteles. Uno de los más reconocidos de la ciudad es el Hotel El Patio, que se encuentra en la calle Fray José Pérez. Otros de los hoteles que existen en Jerécuaro son Hotel Los Arcos y Hotel San Francisco.